# 柳叶山茶
柳叶山茶（学名：Camellia salicifolia），又名柳叶毛蕊茶，是山茶科山茶属的植物。分布于台湾以及中国大陆的福建、广西、广东、江西、湖南等地，生长于海拔100米至1,300米的地区，多生于路边林缘、山谷杂木林中、山谷林中阴湿地及山坡林中，目前尚未由人工引种栽培。